# Góry Leczchumskie
Góry Leczchumskie (gruz. ლეჩხუმის ქედი, trl. Lech'khumis K'edi, trb. Leczchumis Kedi) – pasmo górskie w Gruzji, w Wielkim Kaukazie. Rozciąga się na długości ok. 60 km między górnymi biegami rzek Cchenisckali i Rioni. Najwyższy szczyt, Samercchle, osiąga 3584 m n.p.m. Pasmo zbudowane głównie z porfirytów i łupków, na północnym wschodzie z fliszu. Zbocza pasma charakteryzują się silnym rozczłonkowaniem; stoki północne i zachodnie są strome, zaś południowe i wschodnie łagodne. Góry pokryte lasami bukowymi i iglastymi oraz łąkami subalpejskimi i alpejskimi. W górnych partiach występuje rzeźba alpejska.